# Colin Higgins
Colin Higgins (ur. 28 lipca 1941 w Numei, zm. 5 sierpnia 1988 w Beverly Hills) – australijsko-amerykański scenarzysta, aktor, reżyser i producent filmowy. Najlepiej znany jako autor scenariusza do kultowego komediodramatu Hala Ashby’ego Harold i Maude (1971) i sztuki wystawionej na Broadway w 1980 z Janet Gaynor. Absolwent UCLA i Uniwersytetu Stanforda.

## Filmografia
| Rok  | Tytuł                                                                    | Reżyser | Scenarzysta | Producent |
| ---- | ------------------------------------------------------------------------ | ------- | ----------- | --------- |
| 1971 | Harold i Maude (Harold and Maude)                                        |         | T           | T         |
| 1973 | Córka diabła (The Devil’s Daughter, TV)                                  |         | T           |           |
| 1976 | Transamerican Express (Silver Streak)                                    |         | T           |           |
| 1978 | Nieczyste zagranie (Foul Play)                                           | T       | T           |           |
| 1980 | Od dziewiątej do piątej (9 to 5)                                         | T       | T           |           |
| 1982 | Najlepszy mały burdelik w Teksasie (The Best Little Whorehouse in Texas) | T       | T           |           |
| 1987 | Out on a Limb (miniserial TV)                                            |         | T           | T         |